# Foolish Games
Foolish Games è un singolo della cantante statunitense Jewel, pubblicato nel 1997 ed estratto dal suo primo album in studio Pieces of You.
Il brano fa anche parte della colonna sonora del film Batman & Robin.
Nella raccolta Greatest Hits (2013) di Jewel, è presente una versione in duetto con Kelly Clarkson.

## Video musicale
Il video musicale è stato diretto da Matthew Rolston.

## Tracce
- CD (Europa)

1. Foolish Games (radio edit)
2. Angel Needs a Ride
3. Everything Breaks

## Classifiche

### Classifiche di tutti i tempi
| Classifica (1958-2021) | Posizione |
| ---------------------- | --------- |
| Stati Uniti            | 22        |